# Fockedrevsudd
Fockedrevsudd, fokkedrevsudd, eller klockstropp är "handtaget" av tågvirke som man har i handen då man slår glas, enklast splitsat som en lång spansk tagling. Den är fäst vid skeppsklockans kläpp och längden är 1 till 1,5 gånger klockans diameter. Fockedrevsuddens utseende i mer avancerade splitsade varianter anses i vissa sammanhang visa på gott sjömanskap hos fartygets besättning.
Anmärkning:
Fockedrevsudd finns ej verifierat i bokform eller skrift före 1950. Ordet har troligen sitt ursprung i Karlskrona.
Verifierat i bokform: Ordförklaring enligt Röding 1796, Klocktåg. Enligt Gustav Stenfelt 1920, Klockkläppstjärt. Stjärt är benämningen på en kort repända.
På Danska och Norska heter det Klokkestjert.
/Pille Repmakarn
Anmärkning:
En eventuell förklaring kunde vara Focke (skeppsklockan var ofta placerad på fockmasten) drevs (skeppsdrev som utfyllnad, kalv, inne i knopen udd (ände på en tamp)
Riggmästaren Karlskrona